# Palais urbain

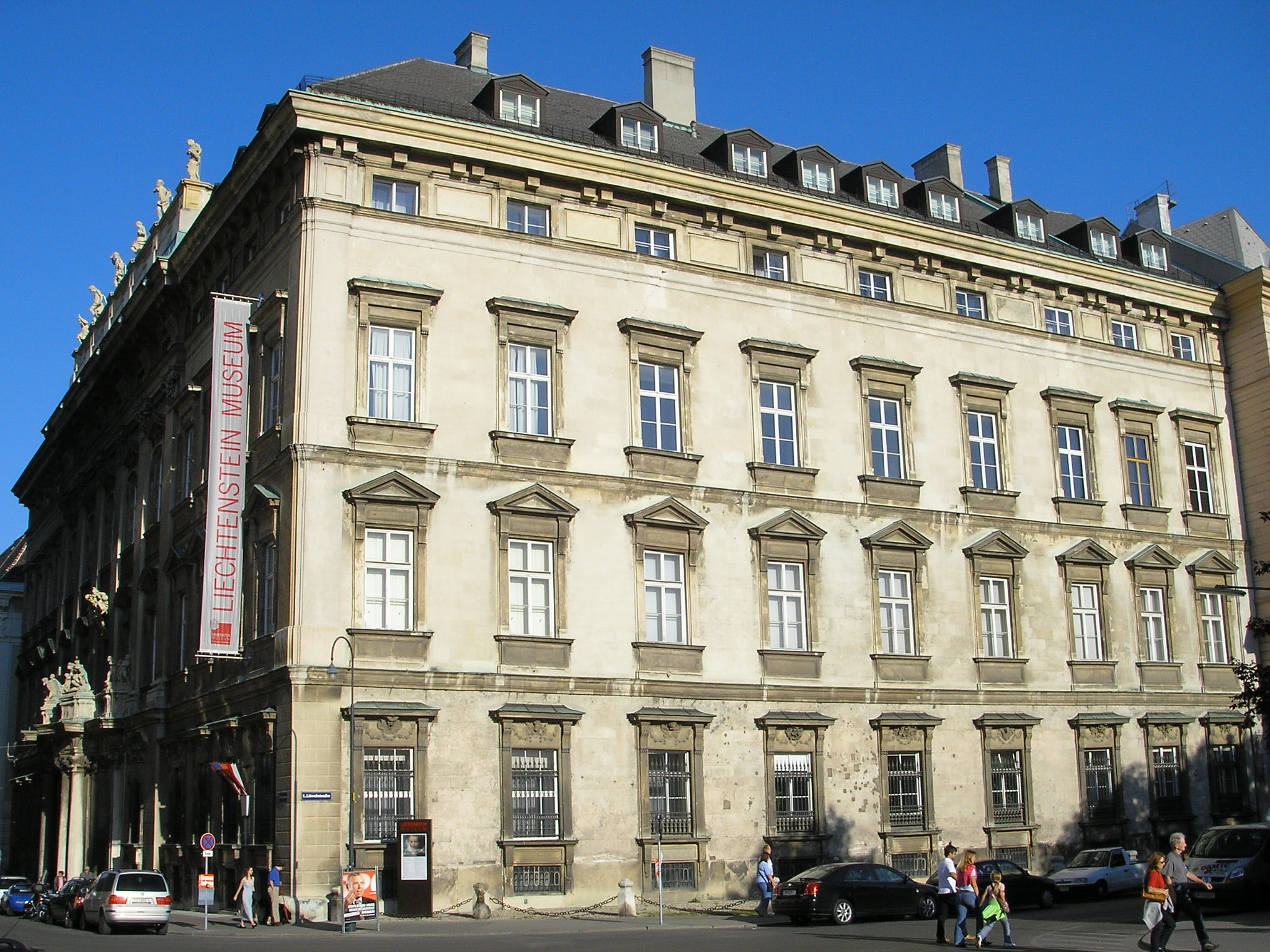
Stadtpalais Liechteinstein à Vienne.

Un palais urbain (aussi palais de ville) désigne une résidence de la noblesse urbaine ainsi qu'une résidence secondaire urbaine de la noblesse campagnarde.

## Évolution historique
Au Moyen Âge, l'aristocratie était systématiquement située dans les zones rurales. Ce n'est que lorsque le château était le centre de peuplement d'une grande ville ou dans une ville résidentielle (Residenzstadt ou capitale) explicitement sélectionnée que la résidence des régents locaux de la ville était établie.
Le chevalier, qui attendait son seigneur, installe son camp devant la ville ; des personnalités de rang supérieur se sont vu offrir des quartiers internes aux villes. Le palais de la ville (palazzo) s'épanouit alors à la Renaissance en Italie par la bourgeoisie mercantile dans les républiques de villes comme Venise, Florence et Sienne, ainsi que la cité paroissiale de Rome. Leon Battista Alberti a déjà traité du palais de ville dans son ouvrage (Decem libri de re aedificatoria) (env. 1443–1452). Cela s'est particulièrement poursuivi dans le colonialisme espagnol et portugais.
Avec la fin du Moyen Âge, la noblesse urbaine, partant de la Méditerranée, désirait éviter l'enfermement — et aussi la saleté — des villes pour se replier vers des domaines ruraux, au moins de façon saisonnière comme résidence d'été. Des palais de banlieue ont été de plus en plus construits autour des villes. Dans le même temps, la noblesse foncière a commencé à étendre ses domaines sous la forme de villas de type palais, surtout avec la montée du palladianisme. Cela peut être trouvé intensivement au XVIIe siècle en Angleterre avec la puissante noblesse (gentry). L'industrialisation a commencé là-bas dans la zone des domaines ruraux, et non dans les grandes villes. L'exode de la noblesse atteint son paroxysme avec la construction de la nouvelle résidence du roi de France, Versailles, vingt kilomètres en dehors de Paris, au milieu du XVIIe siècle. De nombreuses cours princières dans toute l'Europe emboîtent le pas, et la maison royale fait initialement la navette saisonnière entre le palais de ville et la résidence d'été et finalement quitte la ville au cours de la période baroque. Les vieux châteaux de la ville sont soit démolis, soit convertis en bâtiments administratifs.
De nouvelles banlieue sont créées, en même temps que les villes sont restructurées et les anciens centres-villes entourés de murailles sont convertis en places fortes modernes. De plus, la juridiction et l'administration publique sont de plus en plus centralisées, les villes de résidence prennent de plus en plus d'importance et le besoin de fonctionnaires judiciaires augmente.
Un contre-mouvement s'installe, la noblesse cherche la proximité physique de la cour, souhaite de plus en plus participer à la vie urbaine mais aussi échapper aux rigueurs de la vie à la campagne. La riche noblesse terrienne a commencé à créer de splendides résidences secondaires dans le centre et la banlieue, appelées Stadtpalais.
En France au XVIIIe siècle, 40 % de la noblesse vivait en ville, contre 4 % à la fin du Moyen Âge. Avec cette migration des riches et des puissants, la gentry terrienne s'est appauvrie de plus en plus. Les palais de ville et de banlieue étaient de plus en plus utilisés pour représenter les cours princières à petite échelle. En même temps — dans le sud catholique de l'Europe — le palais épiscopal s'est développé comme siège représentatif des princes spirituels. Avec l'abolition de la souveraineté et du servage après la révolution jusqu'aux années 1850 et avec l'émergence croissante d'un entrepreneuriat non aristocratique et très industriel en dehors des villes s'intensifia la destruction des fortifications de la ville à partir du milieu du XIXe siècle (époque wilhelminienne en Allemagne), qui a créé de nouveaux espaces de construction dans le centre-ville.
Cette évolution se termine avec les bouleversements des guerres mondiales.